# Schechen
Schechen település Németországban, azon belül Bajorországban. Lakosainak száma 5376 fő (2023. december 31.). Schechen Vogtareuth, Prutting, Stephanskirchen, Rosenheim, Großkarolinenfeld, Rotter Forst-Süd, Rotter Forst-Nord és Rott am Inn községekkel határos.

## Népesség
A település népessége az elmúlt években az alábbi módon változott:
| Lakosok száma | 2649 | 1328 | 4560 | 4603 | 4787 | 4833 | 4906 | 4990 | 5268 | 5376 |
|               | 1970 | 1975 | 2011 | 2012 | 2014 | 2015 | 2017 | 2019 | 2022 | 2023 |